# 塔勒夸
塔勒夸（Tahlequah，切羅基語：ᏓᎵᏆ）位於美國奧克拉荷馬州切羅基縣，是該縣的縣治、北美原住民切羅基人自治領土切羅基國的首府，人口16,209人。當地53.8%為白人、2.4%為非裔美国人、30.0%為美洲原住民、1.3%為亚洲人。